# 志田邸
志田邸（しだてい）は、静岡県静岡市清水区蒲原3-19-28にある建築物。1700年（元禄13年）に東海道の蒲原宿に建てられ、1855年（安政2年）に住居部分が再建された。2001年（平成13年）8月28日に志田家住宅主屋（しだけじゅうたくしゅおく）として登録有形文化財（建造物）に登録された。

## 歴史
志田家は江戸時代の慶長年間から東海道の蒲原宿で米などを扱っていた商家である。1700年（元禄13年）に志田邸（志田家住宅主屋）が建てられた。志田家は1842年（天保13年）に醤油醸造を開始し、山六醤油（やまろくしょうゆ）の銘柄で昭和初期まで製造・販売を行っていた。主屋部分とは別に醤油工場建屋が現存している。
2001年（平成13年）8月28日には志田家住宅主屋として国の登録有形文化財（建造物）に登録された。この後に志田家当主の志田威により一般公開が開始され、室内には幕末の練天神や昭和期までの駿河天神人形のほか、挟み箱、陣笠、食器、箱枕などの生活用品、年貢皆済帳などの資料が展示されている。
2020年（令和2年）6月、日本遺産に認定されたストーリー『日本初「旅ブーム」を起こした弥次さん喜多さん、駿州の旅～滑稽本と浮世絵が描く東海道旅のガイドブック（道中記）～』の構成文化財となった。

## 建築
主屋部分は「通り土間一列型」と呼ばれる江戸期の典型的な商家建築だが、蔀戸（しとみど）、箱階段、1畳半の大畳、野郎畳、囲炉裏、通り土間などが現存している。明治期に増築されているため、江戸期と明治期の建築を比較して見ることが出来る。住居部分は1854年（嘉永7年）の大震災（安政地震）で一部が倒壊し、翌年の1855年（安政2年）に再建されている。

## 参考資料
- 志田威「東海道五十七次の魅力と見所」交通新聞社、2012年、ISBN 4330266121